# Halo (устройство безопасности)

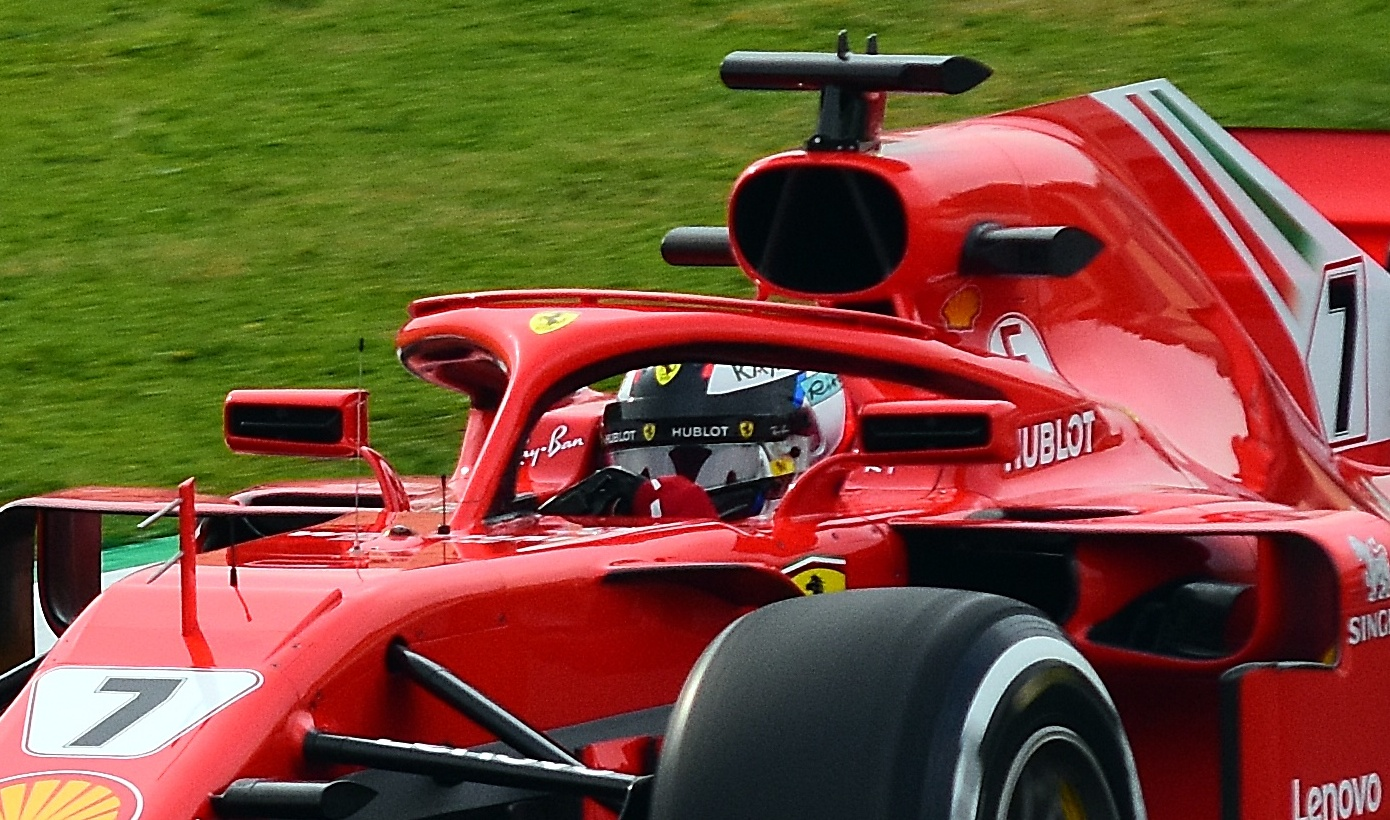
Кими Райкконен на предсезонных тестах 2018

Halo (с английского буквально «ореол», «нимб»), в официальных документах дополнительная дуга безопасности (secondary roll structure) — в болидах с открытыми колёсами титановая дуга, располагающаяся вокруг головы гонщика и призванная защищать от летящего массивного предмета, от крупного обломка до целого болида. Применяется с 2018 года в автогонках ФИА формул 1, 2, 3 и Е.

## Характеристики и правила (для модели, применяемой в Формуле-1)

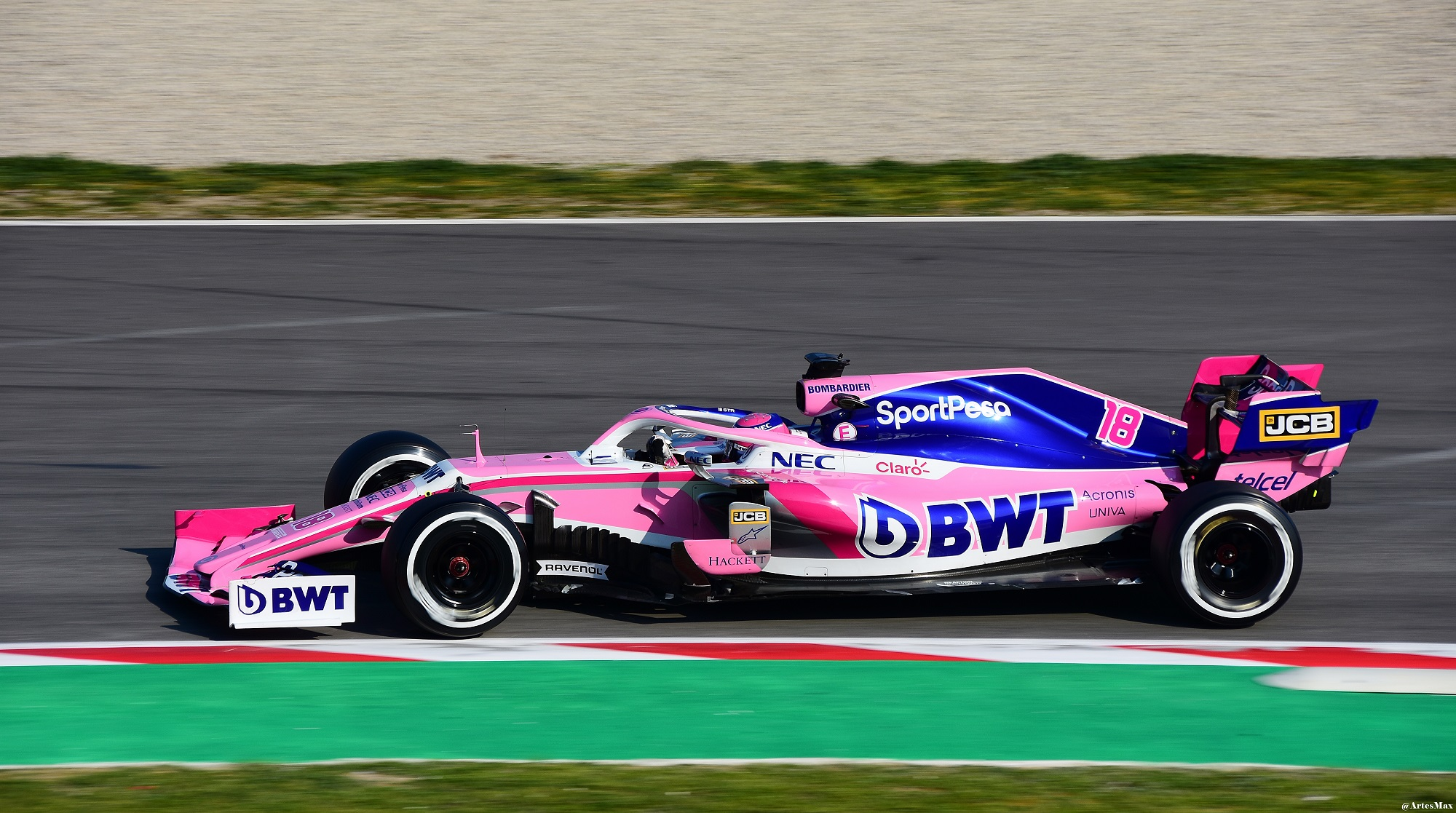
Рейсинг Пойнт-2019: раскраска выпячивает Halo, вписывает его в силуэт болида

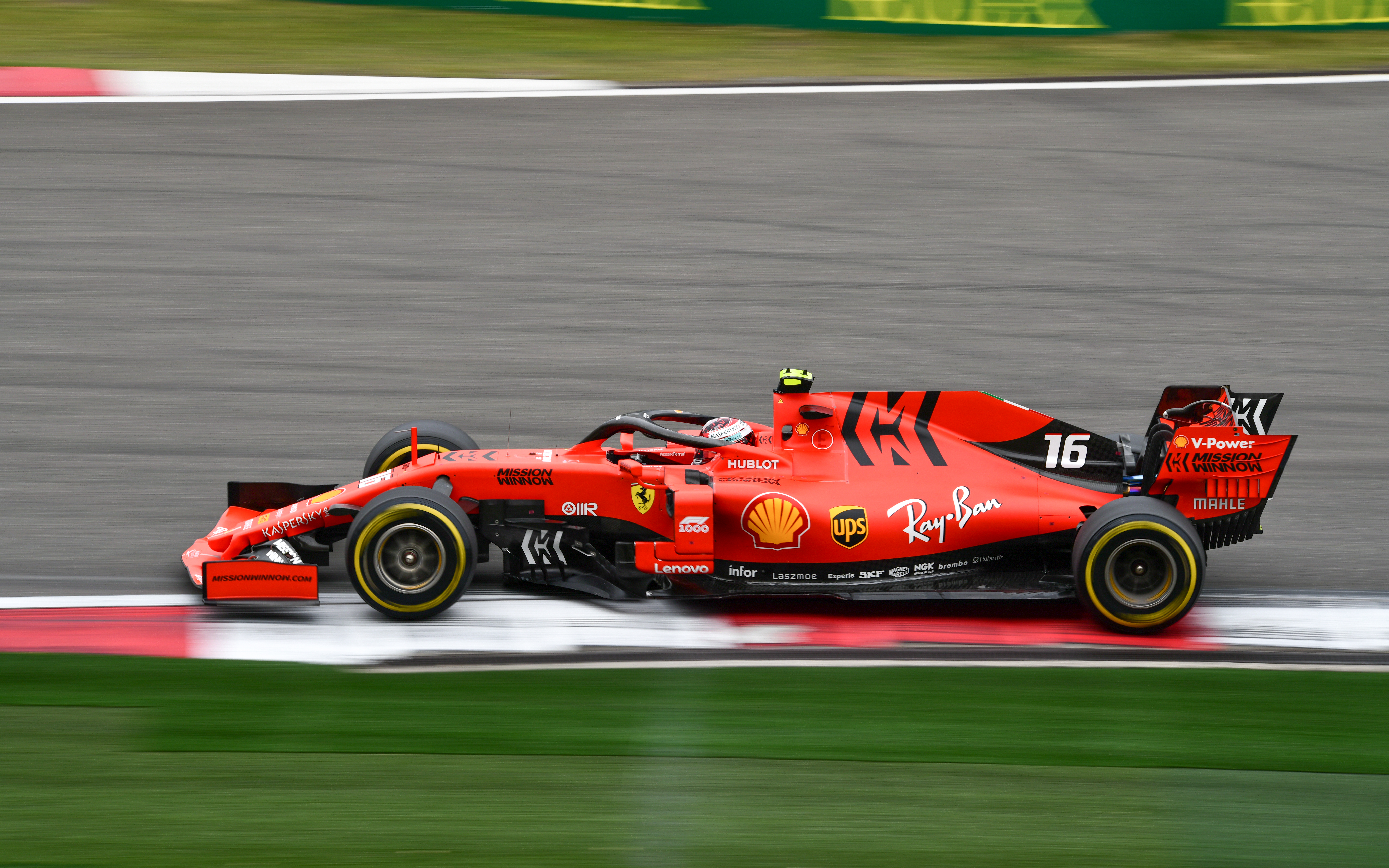
Феррари-2019: раскраска скрадывает Halo

- Изначальный разработчик: Mercedes.
- Материал: авиационный титан (Ti+Al+V, в российской классификации ВТ6).
- Сваривается из пяти деталей: двух полудуг, двух подпятников и стойки. Полудуги выгибаются из трубы (цельная дуга не даёт нужных допусков[2]), остальное — фрезеруется на ЧПУ-станке. Фрезеровка стойки отнимает 40 часов[2].
- Вес: 7 кг[2][3]. Вместе с переработкой монокока это даёт 12…20 кг по разным оценкам, но минимальный вес болида подняли всего на 5 кг — так что конструкторы должны облегчать болид в других местах[4]. В 2019 году дали ещё 7 кг минимального веса.
- Выдерживает нагрузки в 8 тонн спереди и с боков, 12 тонн сверху[5][6][7]. Это больше, чем требования к основной дуге безопасности, установленной на воздухозаборнике (9 тонн).
- Толщина стойки: 16 мм (в серийном образце).
- Цена: около 30 тыс. долларов США.
- Команда может выбрать одного из трёх отобранных ФИА производителей: CP Autosport (Германия), SS Tube Technology (Великобритания), V System (Италия)[8]. Они производят совершенно одинаковые дуги, но экстерьер болидов разный: на Halo разрешено ставить обтекатели, зализы, предкрылки и прочие мелкие аэродинамические устройства[5].
- Нормативное время покидания болида (отстегнуться, снять руль и вылезти, без установки руля на место): 7 секунд (до введения Halo было 5). И ещё 5, чтобы поставить руль на место — руль нужен автодромным рабочим, чтобы отбуксировать болид туда, где его подцепит эвакуатор или кран.

В формулах 2 и E Halo тоже титановое, а в Формуле-3 и более младших — стальное и весит 13,5 кг.

## История
Формула-1 и другие гонки с открытыми колёсами постоянно становятся безопаснее — для пилотов, членов команды, автодромных рабочих и зрителей. Сделанный по пожарным технологиям костюм позволяет 20 секунд находиться в очаге пожара. Кабина и топливный бак защищены клеткой безопасности. Колёса сейчас крепят к корпусу при помощи специальных стальных тросов, что резко снижает возможность отрыва колеса от машины при аварии. HANS снижает нагрузку на основание черепа в лобовом столкновении. Но голова, даже защищённая шлемом, остаётся достаточно уязвимым местом.
В шлем Фелипе Массы в 2009 году попала деталь от болида Рубенса Баррикелло, из-за чего он пропустил остаток сезона. В том же году пилот «Формулы-2» Генри Сёртис скончался после попадания в него отлетевшего колеса. В 2012 году Мария де Вильота, не справившись с маневрированием по стоянке, столкнулась с гидролифтом грузовика, находившимся на уровне глаз водителя, потеряла глаз и спустя год умерла от последствий травмы. В 2014 году Жюль Бьянки́ въехал в капот трактора-эвакуатора и умер в больнице. В 2015 году Джастин Уилсон, гонщик «Индикара», скончался от травмы головы, вызванной попаданием в шлем обломка другого болида.
Программа по поиску средства защиты кабины началась в 2011 году, испытали несколько разных устройств, включая фонарь от F-16. Все устройства были сочтены некрасивыми, и программу отложили — пока в 2014 году не разбился Жюль Бьянки́.
Mercedes предложил Halo в 2015 году. В 2016 году ассоциация пилотов «Формулы-1» попросила ФИА ускорить программу, но ФИА не стала спешить с правилами — Halo также было некрасивым, а для установки дуг безопасности требуется переработка монокока болида. Только спустя сезон, с 2018 года, стали требовать новую дугу безопасности в формулах 1 и 2 вместо скрытой дуги над коленями гонщика. До испытаний на удобство (без модификации монокока) в гоночных условиях дошли три варианта:

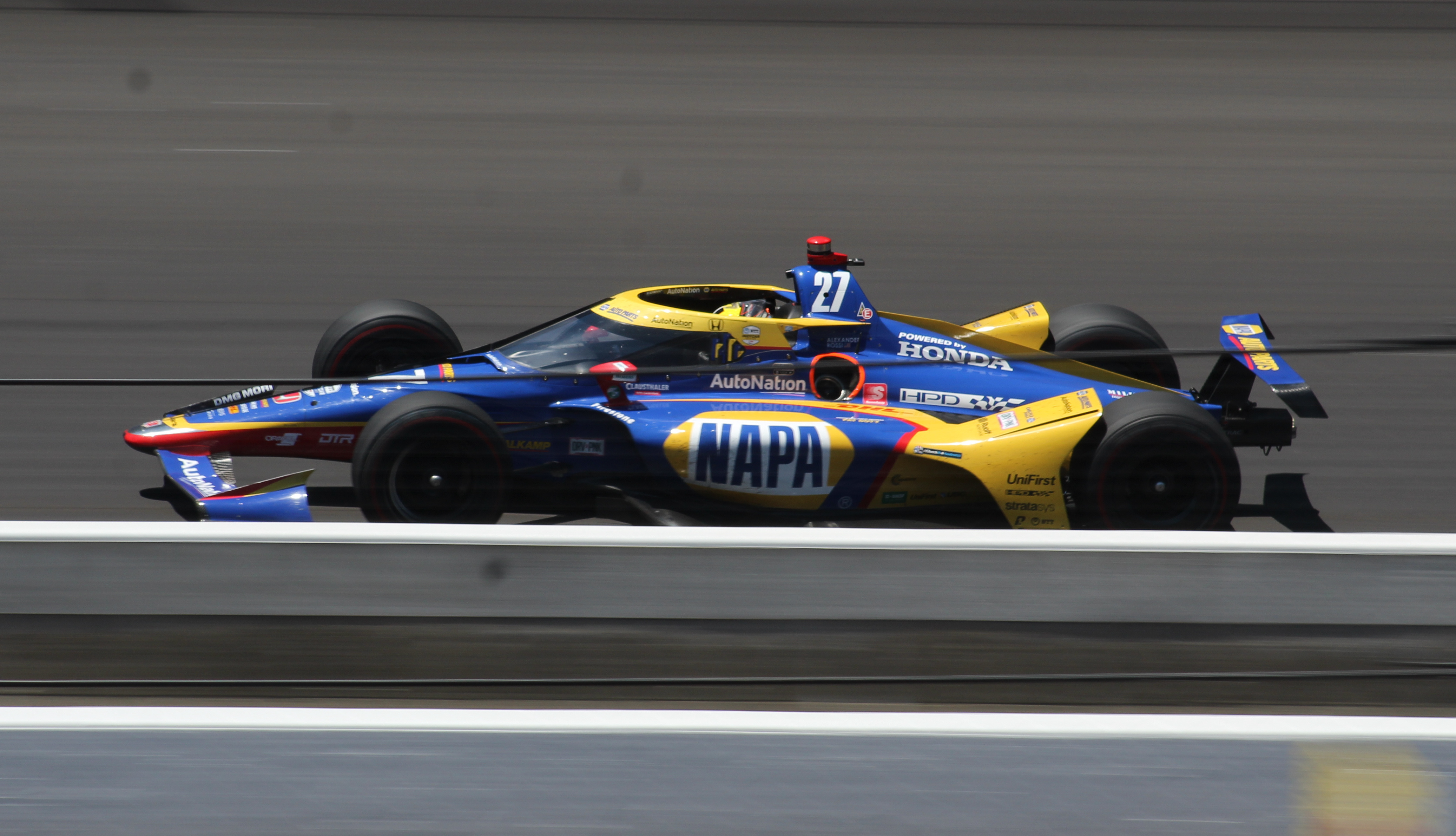
Конкурент Halo, лобовое стекло Aeroscreen. Индианаполис-500 2021, за рулём Александр Росси

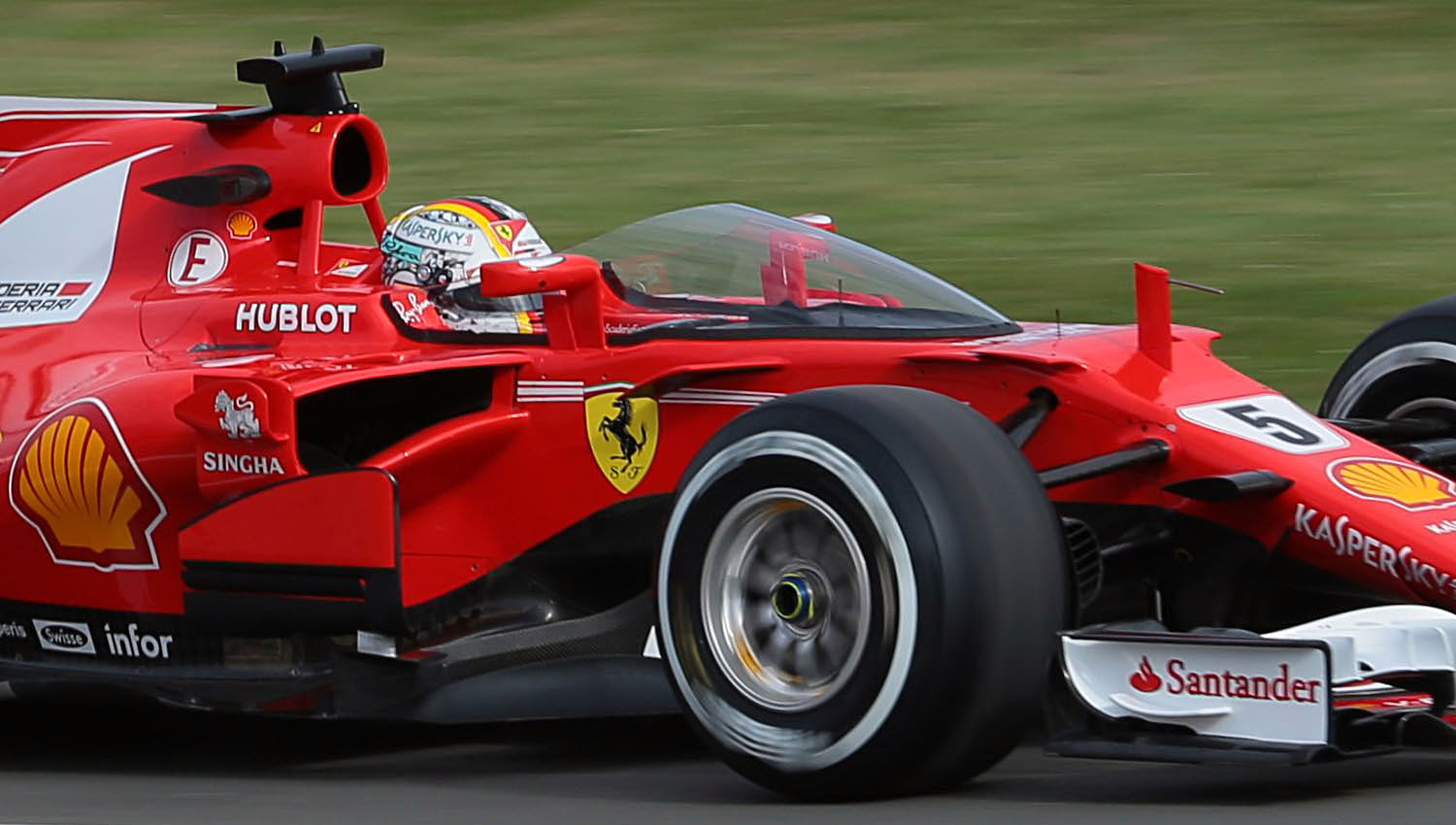
Конкурент Halo, лобовое стекло Shield. Сильверстоун-2017, за рулём Феттель

- Halo, дуга безопасности разработки Mercedes. Применяется в болидах гонок ФИА.
- Aeroscreen[24], лобовое стекло разработки Red Bull. Проект выглядел многообещающе, но вопросы с видимостью остались, особенно в ночных гонках[2]. Нашло применение в серии IndyCar.
- Shield, лобовое стекло разработки ФИА. Единственный гоночный тест, проведённый Феттелем, сразу же отбросил устройство: выгнутое стекло вместе с тряской в кабине искажало обзор, а завихрения тянули голову вперёд[25].

Все три устройства отвели от макета головы 20-килограммовое колесо на скорости 225 км/ч, но обзор и защита от более серьёзных аварий оказались лучшими именно у Halo. При исследовании ФИА рассмотрела восемь случившихся столкновений между машинами, девять столкновений с препятствием и четыре удара посторонних предметов. Для двух аварий ответ «нейтральный», для 12 — «положительный на грани», и для 7 — «положительный». Из упомянутых пяти аварий у одной (Масса) ответ «положительный на грани, Halo отбивает 17 % таких предметов» и у одной (Бьянки) — «нейтральный, удар сверх возможностей Halo». А вот Сёртис, Вильота и Уилсон, по выводам ФИА, должны были уцелеть.
Помеха обзору, по словам пилотов, признана незначительной, обзор из кабины LMP1 даже хуже. К тому же ФИА потребовала перевесить дополнительный светофор — раньше он находился у середины решётки и помогал задним, теперь впереди и ниже для передних. Высокое антикрыло, которое мешало задним и в 2009 вынудило повесить второй светофор, к 2018 запретили. В тестовых образцах Halo стойка была толщиной 20 мм, в серийном её сузили до 16.
ФИА рассмотрела шарнирное крепление Halo, но пришла к выводу, что оно не нужно, пилот способен выбраться как самостоятельно, так и с помощью спасателей вместе с сиденьем. А если болид перевернулся — Halo не даст ему лечь кабиной вниз, и гонщику будет даже больше места для эвакуации. Для аварийного снятия деформированного Halo в медицинскую машину положили гидравлический болторез — но, по словам ФИА, «если что-то деформировало это устройство, можно только догадываться, что было бы без него». Первые неудачные результаты по эвакуации, по словам ФИА, были связаны с муляжами, не выдерживавшими вес гонщика. В любом случае нормативное время покидания болида подняли с 5 до 7 секунд.
Из-за крайне некрасивого вида болельщики ненавидели Halo. Мнения разделились и среди старых гонщиков: Ники Лауда был против, а Джеки Стюарт — за. Но уже первые аварии — Фукудзуми — Макино, Формула-2 и Алонсо — Леклер, Формула-1 — показали, что дуга выполняет своё дело. И Макино, и Леклер впоследствии сказали, что Halo, возможно, сохранило их жизни. Позже в ФИА подтвердили: без Halo Леклер бы серьёзно пострадал.
На пресс-конференции, связанной с Halo, ФИА была уличена в вырезании отрицательных отзывов — например, фразы Хюлькенберга «Мне оно не нравится». По странному стечению обстоятельств, годом спустя Хюлькенберг застрял в перевёрнутом горящем болиде, опиравшемся на три колеса: заднее на заборе и оба передних на земле, редчайший случай, когда Halo мешает эвакуации — но эта авария считается более контролируемой, чем завалы с обломками.
В 2018 году команда «Феррари» начала устанавливать на Halo зеркала заднего вида. Вскоре эту практику запретили.
По результатам 2018 года ФИА получила приз журнала Autosport за новаторство — за внедрение Halo.
Болид «Формулы Е» второго поколения Spark SRT05e, использовавшийся с сезона 2018/19, также оснащён Halo. С 2019 года удешевлённым стальным Halo обзавелась и «Формула-3».

## Рассмотренные аварии и их результаты
По словам представителя ФИА, они моделировали аварии на компьютере, слегка варьируя углы ударов, и делали выводы, насколько помогает Halo.
Наезд другого болидаВ этой таблице нет положительных результатов — впрочем, во всех восьми столкновениях никто не пострадал.
| Гонка | Гонщики (сверху — снизу)            | Исход | Вывод ФИА              |
| --- | ----------------------------------- | ----- | ---------------------- |
| Ф-1 Мельбурн 2007 | Дэвид Култхард — Александр Вурц1    | OK2   | Положительный на грани |
| GP2 Маньи-Кур 2007 | Андреас Цубер — Тимо Глок           | OK    | Положительный на грани |
| Ф-1 Монако 2010 | Ярно Трулли — Карун Чандхок         | OK    | Положительный на грани |
| Ф-1 Абу-Даби 2010 | Витантонио Льюцци — Михаэль Шумахер | OK    | Нейтральный            |
| Ф-1 Абу-Даби 2012 | Нико Росберг — Нараин Картикеян     | OK    | Положительный на грани |
| Ф-1 Спа 2012 | Ромэн Грожан — Фернандо Алонсо      | OK    | Положительный на грани |
| Ф-1 Шпильберг 2015 | Фернандо Алонсо — Кими Райкконен    | OK    | Положительный на грани |
| Ф-3 Макао 2016 | Чжоу Гуаньюй — Дайки Сасаки3        | OK    | Положительный на грани |
| 1 Неизвестно, как в пресс-релизе ФИА расшифровывается «T» и «B», но по картинкам видно, что гонщик «B» переехал гонщика «T». 2 OK — остался невредим или незначительные травмы, не повлиявшие на карьеру автогонщика. 3 ФИА в пресс-релизе напутала с именами. |                                     |       |                        |

Столкновения с препятствиямиИз девяти аварий — три смертельных случая, пять положительных результатов.
| Гонка | Гонщик               | Обстоятельства                          | Исход                                    | Вывод ФИА              |
| --- | -------------------- | --------------------------------------- | ---------------------------------------- | ---------------------- |
| Ф-3000 Маньи-Кур 1995 | Марко Кампос         | Вылетел за ограду                       | Скончался                                | Положительный          |
| Ф-1 Спа 2001 | Лучано Бурти         | Влетел в отбойник из покрышек           | Сотрясение мозга                         | Положительный          |
| GP2 Маньи-Кур 2007 | Эрнесто Висо         | Вылетел за ограду                       | Сотрясение мозга                         | Положительный на грани |
| Ф-1 Барселона 2008 | Хейкки Ковалайнен    | Заехал под мягкий отбойник              | Незначительные травмы                    | Положительный          |
| Ф-1 тесты 2012 | Мария де Вильота     | Въехала в гидролифт грузовика4, 60 км/ч | ЧМТ, потеряла глаз, через год скончалась | Положительный          |
| Ф-1 Судзука 2014 | Жюль Бьянки          | Въехал в капот трактора, 126 км/ч       | После долгого лечения скончался          | Нейтральный5           |
| Ф-1 Сочи 2015 | Карлос Сайнс-мл.     | Заехал под мягкий отбойник              | OK (вышел на гонку на следующий день)    | Положительный          |
| Ф-3 Шпильберг 2016 | Ли Чжикон (Питер Ли) | Приземлился вверх колёсами6             | Многочисленные переломы                  | Положительный на грани |
| Ф-1 Монако 2017 | Паскаль Верляйн      | Перевернулся и ударился в забор         | OK                                       | Положительный на грани |
| 4 Скорость удара приводится, если известна из надёжных источников. 5 ФИА признала, что «удар сверх возможностей Halo» — болиду Бьянки оторвало основную дугу безопасности, выдерживающую 6 тонн спереди. 6 Участники аварии: Райан Твитер (поднял пыль, сильный ушиб), Ли Чжикон (подлетел в воздух, переломы), Педру Пике (улетел в отбойник, не пострадал). |                      |                                         |                                          |                        |

Удары обломковЧетыре аварии. Halo плохо защищает от мелкого мусора (отбивает 17 % предметов) и отлично — от крупного. Но именно крупные обломки становятся причиной смертей.
| Гонка                | Гонщик         | Предмет                        | Исход                                  | Вывод ФИА              |
| -------------------- | -------------- | ------------------------------ | -------------------------------------- | ---------------------- |
| Ф-2 Брэндс-Хэтч 2009 | Генри Сёртис   | Колесо                         | Скончался                              | Положительный          |
| Ф-1 Будапешт 2009    | Фелипе Масса   | Пружина, 800 г                 | Травмы головы, сотрясение мозга        | Положительный на грани |
| Ф-1 Нюрбургринг 2013 | Макс Чилтон    | Небольшая деталь               | OK (поехал дальше с разбитым забралом) | Положительный на грани |
| Индикар Поконо 2015  | Джастин Уилсон | Кусок аэродинамического обвеса | Скончался                              | Положительный          |

## Дальнейшие аварии (с 2019)
Каждый год случалась как минимум одна авария на четыре спортивных класса, когда удар приходился на Halo.
7 сентября 2019 года в Формуле-3 (Монца) случилась страшная авария, напоминающая аварии Марко Кампоса и Ли Чжикона: Алекс Перони наехал на поребрик и, кувыркаясь, вылетел за ограду. У гонщика обнаружили трещину в позвонке. Полагают, что жизнь ему спасли клетка безопасности и Halo. Практику Формулы-1 задержали на 10 минут, чтобы убрать злополучный поребрик.
29 ноября 2020 года в Бахрейне Роман Грожан на скорости около 200 км/ч пробил ограду, а затем выбрался из топливного пожара. Машина порвала два рельса ограды, а третий был отодвинут системой Halo. Грожана спасли многие из технологий безопасности: несгораемый комбинезон, клетка безопасности, HANS, Halo, тренировки по эвакуации и ехавшая за пелетоном спасательная машина — несмотря на то, что ограда не устояла, а топливо вытекло.

Раньше я был против Halo. Я говорил, что появление защиты головы гонщика — это худший день в истории Формулы 1, и что наш спорт больше никогда не будет прежним. Но я признаю свою глупость. К счастью, меня не послушали. Если бы не Halo, я не смог бы сейчас с вами разговаривать. Теперь я считаю, что это огромный шаг вперёд в плане безопасности автоспорта— Роман Грожан
12 сентября 2021 года в Монце Макс Ферстаппен приземлился прямо на кабину Льюиса Хэмилтона, тот не пострадал.
3 июля 2022 года на трассе Сильверстоун Halo спасло две жизни: одну в Формуле-2 и одну в Формуле-1. В Ф2 Деннис Хаугер налетел на Роя Ниссани, в то время как в Ф1 машина Чжоу Гуяньюя проскользила по трассе и по гравию вверх колёсами, и ударила в барьер. Болиду оторвало основную дугу; Гуаньюй сказал, что Halo спасло ему жизнь. Обе аварии произошли на первом круге.
На гонке Формулы-Е в Сеуле 2022 года Ник де Врис въехал в завал и остался цел. На гонке Формулы-3 в Спа 27 августа 2022 года Оливер Гёте и Зейн Мэлони не поделили поворот, синхронно вылетели и уже в песчаной ловушке ударились кабинами, оба вышли на следующую гонку.